# Corera
Corera – gmina w Hiszpanii, w prowincji La Rioja, w La Rioja, o powierzchni 8,2 km². W 2011 roku gmina liczyła 279 mieszkańców.